# Loi binomiale négative
« Loi de Pascal » redirige ici. Ne pas confondre avec Principe de Pascal.
En probabilité et en statistiques, une loi binomiale négative est la distribution de probabilité discrète du nombre d'échecs dans une série d'épreuves de Bernoulli indépendantes et identiquement distribuées jusqu'à avoir un nombre fixe n de succès. Par exemple, c'est la distribution de probabilité du nombre de piles obtenus dans une série de pile ou face jusqu'à avoir vu n faces. Plus précisément, elle décrit la situation suivante : une expérience consiste en une série de tirages indépendants, donnant un succès avec probabilité p (constante durant toute l'expérience) et un échec avec une probabilité complémentaire 1-p. Cette expérience se poursuit jusqu'à l'obtention d'un nombre donné n de succès. La variable aléatoire représentant le nombre d'échecs, avant l'obtention du nombre donné n de succès, suit alors une loi binomiale négative. Ses paramètres sont : le nombre n de succès attendus, et la probabilité p d'un succès. Le paramètre n se note parfois r, comme sur l'illustration ci-contre. 
La loi se généralise à deux paramètres r et p, où r peut prendre des valeurs réelles strictement positives. Cette généralisation est aussi connue sous le nom de loi de Pólya, en l'honneur du mathématicien George Pólya.

## Définition

### Définition pour un premier paramètre entier
La loi binomiale négative dépend de deux paramètres, mais plusieurs autres paramétrisations sont envisageables. Une paramétrisation très répandue introduit un entier naturel n non nul et un réel non nul p compris entre 0 et 1. Il est courant d'introduire la probabilité complémentaire q = 1 – p. La fonction de masse d'une variable aléatoire distribuée selon une loi binomiale négative de paramètres n et p prend la forme suivante :
{\displaystyle f(k;n,p)={k+n-1 \choose k}p^{n}q^{k}~~~\forall k=0,1,\dots }
où {\displaystyle {k+n-1 \choose k}} est un coefficient binomial.
La loi binomiale négative s'interprète comme la loi de probabilité de la variable aléatoire X qui compte le nombre d'échecs observés avant l'obtention de n succès pour une série d'expériences indépendantes, sachant que la probabilité d'un succès est p. Ainsi,
{\displaystyle \mathbb {P} (X=k)=f(k;n,p)={k+n-1 \choose k}\,p^{n}\,q^{k}={k+n-1 \choose n-1}p^{n}q^{k}~~~\forall k=0,1,\dots }
La fonction de masse de la binomiale négative peut aussi s'écrire sous la forme
{\displaystyle f(k;n,p)={-n \choose k}p^{n}(-q)^{k}~~~\forall k=0,1,\dots }
où {\displaystyle {-n \choose k}} est un coefficient binomial généralisé à un entier négatif et est défini par{\displaystyle {-n \choose k}={\frac {(-n)(-n-1)\cdots (-n-k+1)}{k!}}}.Cette expression justifie le nom de loi binomiale négative donnée à cette loi de probabilité. Elle facilite aussi, grâce à l'usage de la formule du binôme négatif, le calcul de son espérance {\displaystyle \mathbb {E} [X]={\frac {nq}{p}}} et de sa variance {\displaystyle Var(X)={\frac {nq}{p^{2}}}}. 
Si une variable aléatoire X suit une loi binomiale négative de paramètres n et p on pourra alors noter {\displaystyle X\sim {\mathcal {BN}}(n,p)}.

### Définitions alternatives
- On trouve parfois la définition alternative suivante : la loi binomiale négative[7] de paramètres n et p, aussi appelée loi de Pascal pour la distinguer de la première définition[8], est la loi de la variable aléatoire Y comptant le nombre d'essais nécessaires avant l'obtention de n succès. Ainsi{\displaystyle \mathbb {P} (Y=m)={m-1 \choose m-n}p^{n}q^{m-n}={m-1 \choose n-1}p^{n}q^{m-n}~~~\forall m=n,n+1,\dots }Les deux fonctions de masse (pour X et pour Y) se déduisent l'une de l'autre par la substitution Y = X + n et m = k + n, ainsi

{\displaystyle \mathbb {E} [X]=\mathbb {E} [Y]-n={\frac {n}{p}}-n={\frac {nq}{p}}{\text{ et }}\operatorname {Var} (X)=\operatorname {Var} (Y)={\frac {nq}{p^{2}}}}.
- La loi de Pascal de paramètres n et p est la loi de la somme de {\displaystyle n} variables indépendantes suivant la loi géométrique (du premier succès) de paramètre p.

- La loi binomiale négative est parfois définie comme le nombre de succès observés avant l'obtention du nombre donné n d'échecs, conduisant à intervertir le rôle des paramètres p et q ainsi que les mots « succès » et « échec ».

Dans la suite, on prendra la première définition de la loi binomiale négative.

### Généralisation à un premier paramètre réel
Il est possible de généraliser la définition de la loi binomiale négative à un paramètre r réel strictement positif (qui remplace alors le paramètre entier n) en utilisant des coefficients binomiaux généralisés. Plus précisément, pour r réel strictement positif et p réel non nul entre 0 et 1, la loi binomiale négative (généralisée) de paramètres r et p est la loi discrète définie par la fonction de masse
{\displaystyle f(k;r,p)={k+r-1 \choose k}p^{r}q^{k}={\frac {(k+r-1)_{k}}{k!}}p^{r}q^{k}={\frac {\Gamma (k+r)}{k!\Gamma (r)}}p^{r}q^{k}~~~\forall k=0,1,\dots }
où {\displaystyle (x)_{k}=x(x-1)\dots (x-k+1)} désigne la factorielle décroissante et {\displaystyle \Gamma } désigne la fonction gamma. Cette définition reste bien sûr compatible avec la définition dans le cas d'un paramétrage entier. La loi binomiale négative généralisée à un paramètre réel s'appelle parfois Loi de Pólya. Dans le cadre de cette généralisation, il n'est plus possible d'interpréter la loi en termes de nombres de succès.

## Propriétés

### Fonction de répartition
La fonction de répartition peut s'exprimer à l'aide de la fonction bêta incomplète régularisée :
{\displaystyle F(k)=I_{p}(n,k+1)}.
Une démonstration par récurrence sur k prouve que
{\displaystyle F(k)=1-q^{k+1}\,\sum _{i=0}^{n-1}{k+i \choose i}\,p^{i}}.

### Mélange de lois Gamma-Poisson
La loi binomiale négative (généralisée) avec paramètres r réel strictement positif et {\displaystyle p=(1+\theta )^{-1}} où θ est un réel strictement positif est égale à un mélange de lois Gamma-Poisson où r et θ sont les paramètres de la loi Gamma.

### Convergence vers la loi de Poisson
Une loi binomiale négative de paramètres n et {\displaystyle p=n(n+\lambda )^{-1}} avec λ réel fixé strictement positif converge faiblement vers une loi de Poisson de paramètre λ lorsque n converge vers l'infini. En d'autres termes, si {\displaystyle X_{n}\sim {\mathcal {BN(n,n/(n+\lambda ))}}} et {\displaystyle X\sim {\mathcal {P}}(\lambda )} alors on a la convergence en loi {\displaystyle X_{n}\rightarrow X}.

### Lien avec la loi géométrique
Comme il existe deux définitions de la loi binomiale négative, il existe deux définitions de la loi géométrique. Si celle-ci modélise le nombre d'échecs avant le premier succès, elle correspond à la loi binomiale négative de paramètres 1 et p.
{\displaystyle {\mathcal {G}}(p)={\mathcal {BN}}(1,p)}.
Si Xn est une variable aléatoire distribuée selon la loi binomiale négative de paramètres n et p, alors Xn est la somme de n variables aléatoires indépendantes distribuées selon une loi géométrique de paramètre p. Le théorème central limite indique de plus que Xn est approximativement normal, pour n suffisamment grand.

### Lien avec la loi binomiale
En outre, si Yk+n est une variable aléatoire distribuée selon une loi binomiale de paramètre k + n et p, alors
{\displaystyle {\begin{aligned}\mathbb {P} (X_{n}\leq k)&{}=I_{p}(n,k+1)\\&{}=1-I_{1-p}(k+1,n)\\&{}=1-I_{1-p}((k+n)-(n-1),(n-1)+1)\\&{}=1-\mathbb {P} (Y_{k+n}\leq n-1)\\&{}=\mathbb {P} (Y_{k+n}\geq n).\end{aligned}}}
La dernière ligne s'interprète ainsi : c'est la probabilité qu'après k + n épreuves, il y ait au moins n succès. Ainsi, la loi binomiale négative peut être vue comme la réciproque de la loi binomiale.

### Stabilité par somme
La somme de k variables aléatoires indépendantes et distribuées selon des lois binomiales négatives de paramètres p et respectivement n1, n2,..., nk est encore une loi binomiale négative, de paramètres p et n = n1 +...+ nk. Cette propriété se démontre aisément à partir de l'expression de la fonction génératrice des moments.

## Applications

### Temps d'attente dans un processus de Bernoulli
Pour tout entier n, la loi binomiale négative est la distribution de succès et d'échecs dans une série d'épreuves de Bernoulli iid. Pour k + n épreuves de Bernoulli, avec probabilité de succès p, la loi binomiale négative donne la probabilité de k échecs et n succès, le dernier tirage étant un succès. Autrement dit, la  loi binomiale négative est la distribution du nombre d'échecs avant le n-ième succès dans des épreuves de Bernoulli, de probabilité de succès p.
On considère l'exemple suivant : on lance plusieurs fois un dé honnête, et la face 1 est considérée comme un succès. La probabilité de succès à chaque épreuve est donc de 1/6. Le nombre d'épreuves nécessaires pour obtenir 3 succès appartient à l'ensemble infini { 3, 4, 5, 6, ... }. Ce nombre d'épreuves est une variable aléatoire distribuée selon une loi binomiale négative (décalée, car l'ensemble commence à 3 et pas à 0). Le nombre d'échecs avant le troisième succès appartient à l'ensemble { 0, 1, 2, 3, ... }. Ce nombre d'échecs est aussi distribuée selon une loi binomiale négative.

### Loi de Poisson «sur-dispersée»
La loi binomiale négative, en particulier dans sa paramétrisation alternative décrite plus haut, est une alternative intéressante à la loi de Poisson. Elle est particulièrement utile pour des données discrètes, à valeurs dans un ensemble positif non-borné, dont la variance empirique excède la moyenne empirique. Si une Poisson est utilisée pour modéliser de telles données, la moyenne et la variance doivent être égales. Dans ce cas, les observations sont «sur-dispersées» par rapport au modèle Poisson. Puisque la loi binomiale négative possède un paramètre supplémentaire, il peut être utilisé pour ajuster la variance indépendamment de la moyenne.